# Governança de dados indígenas
A governança de dados no contexto dos dados indígenas envolve apoiar os interesses, lacunas e prioridades dos povos indígenas em termos de dados, a fim de permitir a autodeterminação indígena. Geralmente, a governança de dados refere-se a quem tem a propriedade, o controle e o acesso sobre a utilização dos dados. A governança de dados indígenas exige que os dados envolvam os povos indígenas e que o seu propósito reflita as necessidades e prioridades indígenas, em vez de omitir os povos indígenas na produção de dados indígenas.

## Visão geral
Considera-se que a governança de dados indígenas é fundamental para permitir a autodeterminação indígena e reconstruir nações indígenas fortes. Muitas vezes, os povos indígenas não têm acesso a dados indígenas relevantes. Atualmente no Canadá, muitas informações sobre os povos indígenas são consideradas dados governamentais que se enquadram nos direitos autorais da Coroa, limitando o acesso a dados relevantes, como sítios arqueológicos importantes para as nações indígenas. Assim, dados indígenas que carecem de governança autodeterminada muitas vezes deturpam as informações sobre os povos indígenas, ajudam a informar políticas que têm impactos discriminatórios sobre os povos indígenas e defendem práticas coloniais.

### Definição de dados indígenas
Os dados indígenas podem incluir conhecimentos e informações sobre censos, dados de saúde e outros dados administrativos sobre os povos indígenas, informações sobre o ambiente e sobre o patrimônio cultural, como histórias orais, conhecimentos de tribos e sítios culturais. Os dados indígenas devem ser produzidos por povos, governos,  instituições e associações indígenas.  Em termos de reconstrução das nações indígenas, os dados indígenas podem ser úteis para os governos tribais na tomada de decisões sobre os seus recursos e comunidades.

## Soberania de dados indígenas
Empresas e Estados têm muitas vezes o poder de decidir que tipo de dados são produzidos e para que fins. A soberania de dados no contexto dos dados indígenas consiste em garantir que os povos indígenas possam decidir sobre os dados que são produzidos sobre eles, como esses dados são partilhados e o propósito por detrás da partilha dos dados. A soberania dos dados é significativa para os povos indígenas, como grupos de pessoas marginalizadas, porque lhes permite proteger as suas terras, o seu patrimônio cultural e o seu conhecimento.
A soberania dos dados indígenas recebeu reconhecimento formal das Nações Unidas através da Declaração das Nações Unidas sobre os Direitos dos Povos Indígenas (UNDRIP).